# Thora van Deken
Thora van Deken är en svensk dramafilm från 1920 i regi av John W. Brunius. I titelrollen ses Pauline Brunius. 

## Om filmen
Filmen premiärvisades den 15 mars 1920 på Stureteatern i Stockholm, Skandiabiografen i Norrköping och vid Victoriateatern i Göteborg. Filmen byggde på den danske författaren Henrik Pontoppidans roman Lille Rødhaette från 1900. I filmen debuterade Pauline Brunius och Jessie Wessel som filmskådespelare.

## Restaurering
Thora van Deken restaurerades digitalt av Svenska Filminstitutet 2017 varvid bland annat filmens tintningsfärger rekonstruerades. Premiären på den restaurerade versionen ägde rum på stumfilmsfestivalen Le Giornate del cinema muto i Pordenone samma år och därefter har filmen även visats i Köpenhamn och New York.

## Rollista
- Pauline Brunius – Thora van Deken
- Hugo Björne – Niels Engelstoft, godsägare
- Jessie Wessel – Esther Engelstoft, deras dotter
- Gösta Ekman – Bjerring, pastor
- Gösta Cederlund – Lars Sidenius, häradsfogde
- Oscar Johanson – Brandt, rektor
- Sam Ask – Sandberg, advokat
- Louise Eneman-Wahlberg – sjuksköterska
- Mathilda Caspér – hushållerska
- Ellen Dall – Sofie Brandt
- Justus Hagman – Thoras far
- Bengt Lindström – liten gosse
- Nils Jacobsson – nyfiken herre på station
- Sigurd Wallén – nyfiken herre på station
- Helge Karlsson – ej identifierad roll